# Грне
Грне је посуда у облику лонца за кување хране на отвореном огњишту. По овој посуди занат прављења посуда од печене глине добија име грнчарство. Често грне на себи има дршку и поклопац. Користи се за спремање пасуља, свадбарског купуса.